# 許諾
| ウィキペディアには「許諾」という見出しの百科事典記事はありません（タイトルに「許諾」を含むページの一覧/「許諾」で始まるページの一覧）。 代わりにウィクショナリーのページ「許諾」が役に立つかもしれません。 |